# Copsychus luzoniensis
El shama de Luzón (Copsychus luzoniensis) es una especie de ave paseriforme de la familia Muscicapidae endémica de Filipinas.

## Taxonomía
El shama de Luzón fue descrito científicamente en 1832 por el naturalista alemás Friedrich Heinrich von Kittlitz.
En la actualidad se reconocen cuatro subespecies:
- C. l. luzoniensis (Kittlitz, 1832) - se encuentra en las islas de Luzón y Catanduanes;
- C. l. parvimaculatus (McGregor, 1910) - localizada en isla Polillo;
- C. l. shemleyi duPont, 1976 -	endémica de Marinduque;
- C. l. superciliaris (Bourns y Worcester, 1894) - se extiende por las islas de Ticao, Masbate, Negros y Panay. Se ha propuesto que sea considerada una especie separada, el shama de las Bisayas (Copsychus superciliaris).